# Adriaan van de Spiegel

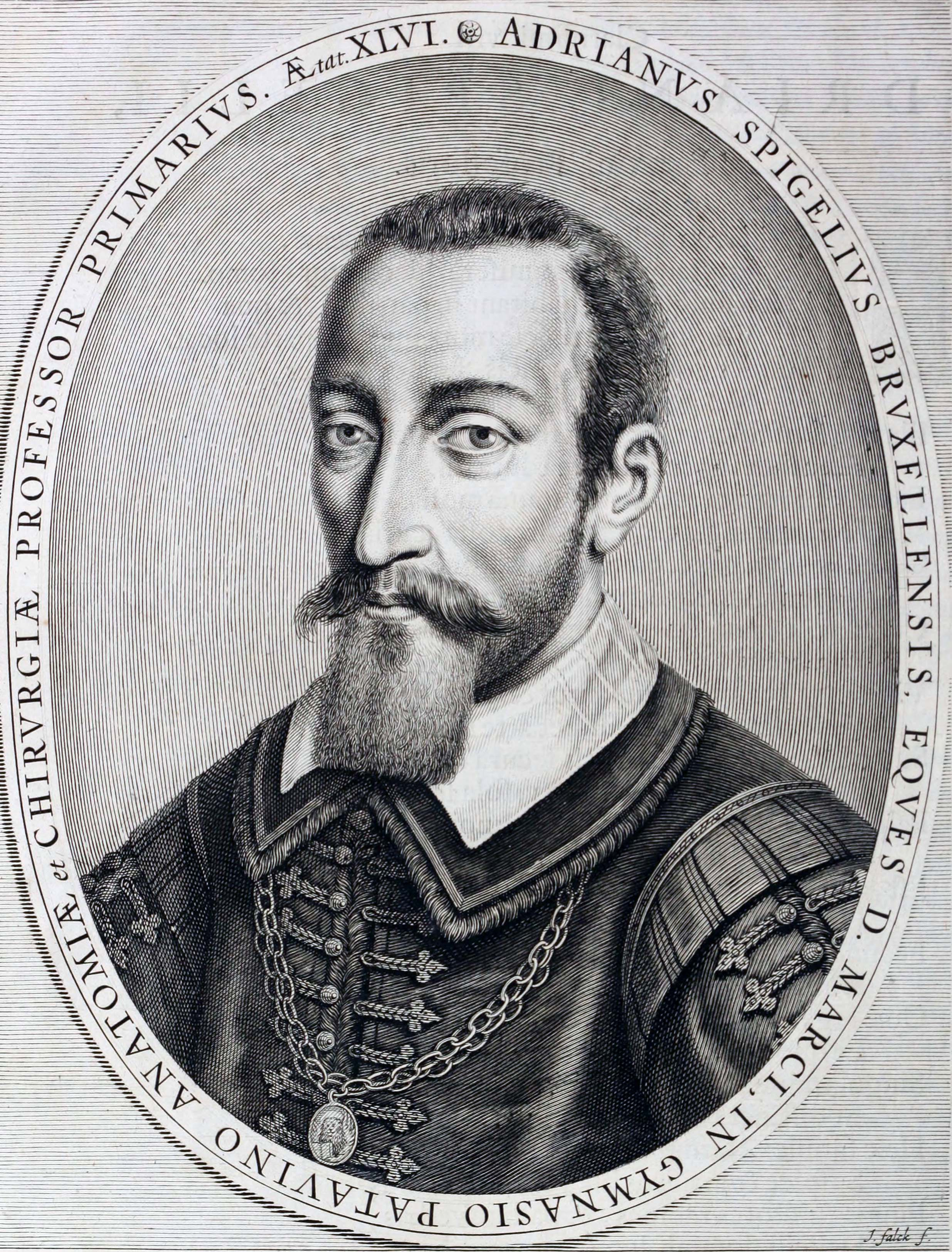
Adriaan van de Spiegel, gestochen von Jeremias Falck aus Opera quae extant omnia (1645)

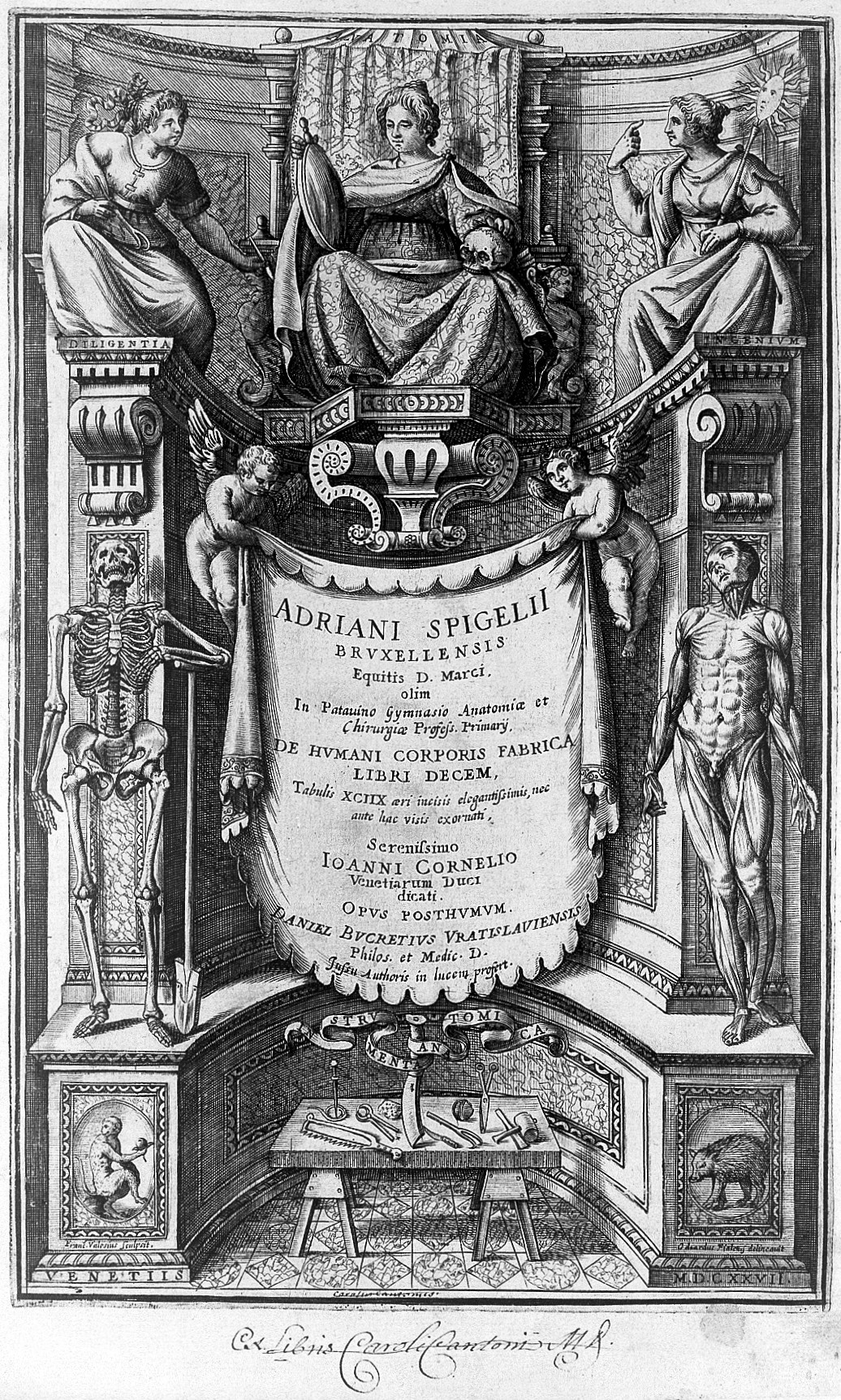
Frontispiz der 1627 postum herausgegebenen Schrift De humani corporis fabrica libri decem

Adriaan van de Spiegel (auch Adriaan van den Spieghel oder latinisiert Adrianus Spigelius, * 1578 in Brüssel, Spanische Niederlande; † 7. April 1625 in Padua, Republik Venedig) war ein flämischer Anatom, Chirurg und Botaniker.

## Leben und Wirken
Spiegel war ein Sohn eines gleichnamigen Chirurgen († 1599) und dessen Frau Barbara Geens. Er studierte Medizin in Löwen und seit dem 28. Dezember 1594 in Leiden. Am 28. März 1601 schrieb sich Spiegel bei der „Natio Germanica“ für das Studium an der Universität Padua ein. Dort studierte er bei Girolamo Fabrizio und dem Anatomen und Chirurgen Julius Casserius (1552–1616). Am 18. April 1602 wurde er in Bologna zum Doktor der Medizin promoviert. 1612 verließ er Italien und reiste durch die Niederlande und Deutschland. Kurz darauf erlangte er den Titel eines Medicus Primarius von Böhmen.
Vermutlich ab 1614 assistierte ihm Johannes Scultetus, den er in Wien kennengelernt hatte. 1616 wurde Spiegel nach Padua zurückberufen und am 22. Dezember als Nachfolger von Casserius zum Professor der Anatomie und Chirurgie ernannt.
Am 25. Januar 1623 wurde Spiegel in den Ritterorden von San Marco aufgenommen. Im Juni 1623 behandelte er Christian II., Fürst von Anhalt-Bernburg.
Seine Schrift De lumbrico lato (1608 entstanden) beschäftigt sich mit Bandwürmern, De semitertiana (1624) mit Malaria. Seine postum veröffentlichten Forschungen betrafen außerdem die Blutgefäß- und Nervensysteme sowie die Leberanatomie.

## Ehrungen
Ihm zu Ehren wurde die Gattung Spigelia L. der Pflanzenfamilie der Brechnussgewächse (Loganiaceae) benannt.
Die Spieghel-Hernie wurde nach ihm benannt.

## Schriften (Auswahl)
- Isagoges in rem herbariam libri duo. Padua 1606 (Digitalisat).
  - 2. Auflage. Leiden 1633 (Digitalisat).
  - 3. Auflage. Helmstädt 1667 (Digitalisat).
- De lumbrico lato liber. Padua 1618 (Digitalisat).
- De semitertiana libri quatuor. Frankfurt 1624 (Digitalisat).

postum
- De formato foetu liber singularis. Padua 1626 (Digitalisat) – herausgegeben von Liberalis Crema.
  - Frankfurt 1631 (Digitalisat)
- De humani corporis fabrica libri decem. Venedig 1627 (Digitalisat) – herausgegeben von Daniel Bucretius († 1631)
  - Frankfurt 1631 (Digitalisat).

Gesammelte Werke
- J. A. vander Linden (Hrsg.): Opera quae extant omnia. 2 Bände, Amsterdam 1645 (Band 1, Band 2).